# Schaatsen op de Aziatische Winterspelen 1999
Schaatsen was een onderdeel van de Aziatische Winterspelen 1999 in Zuid-Korea.
De wedstrijden werden gehouden tussen 2 en 5 februari op de ijsbaan Uiam outdoor rink in Chuncheon.
Er stonden negen onderdelen op de agenda; voor de mannen de 500, 1000, 1500, 5000 en 10.000 meter; voor de vrouwen waren het de 500, 1000, 1500 en 3000 meter.

## Medailles
| Rang | Land       | Goud | Zilver | Brons | Totaal |
| ---- | ---------- | ---- | ------ | ----- | ------ |
| 1    | China      | 3    | 3      | 3     | 9      |
| 2    | Japan      | 3    | 2      | 4     | 9      |
| 3    | Zuid-Korea | 2    | 4      | 2     | 8      |
| 4    | Kazachstan | 1    | 0      | 0     | 1      |

## Mannen

### 500 meter
| Plaats | Atleet          | Land       | Race 1 | Rang | Race 2 | Rang | Totaal |
| ------ | --------------- | ---------- | ------ | ---- | ------ | ---- | ------ |
| Goud   | Shoji Kato      | Japan      | 37,52  | 3    | 37,45  | 2    | 74,970 |
| Zilver | Jegal Sung-yeol | Zuid-Korea | 37,89  | 7    | 37,22  | 1    | 75,110 |
| Brons  | Kazuya Nishioka | Japan      | 37,61  | 4    | 37,51  | 3    | 75,120 |
| 4      | Jeon Joo-hyeon  | Zuid-Korea | 37,72  | 5    | 37,59  | 4    | 75,310 |
| 5      | Li Yu           | China      | 37,46  | 2    | 37,97  | 7    | 75,430 |
| 6      | Choi Jae-bong   | Zuid-Korea | 37,89  | 7    | 37,76  | 6    | 75,650 |

### 1000 meter
| Plaats | Atleet             | Land       | Tijd    |
| ------ | ------------------ | ---------- | ------- |
| Goud   | Choi Jae-bong      | Zuid-Korea | 1.14,74 |
| Zilver | Lee Kyou-hyuk      | Zuid-Korea | 1.14,94 |
| Brons  | Jeon Joo-hyeon     | Zuid-Korea | 1.14,95 |
| 4      | Sergej Tsybenko    | Kazachstan | 1.15,37 |
| 5      | Minetaka Sasabuchi | Japan      | 1.15,52 |
| 6      | Yutaro Shinohara   | Japan      | 1.15,97 |

### 1500 meter
| Plaats | Atleet           | Land       | Tijd    |
| ------ | ---------------- | ---------- | ------- |
| Goud   | Choi Jae-bong    | Zuid-Korea | 1.56,11 |
| Zilver | Jeon Joo-hyeon   | Zuid-Korea | 1.58,04 |
| Brons  | Hiromichi Ito    | Japan      | 1.58,50 |
| 4      | Sergej Tsybenko  | Kazachstan | 1.58,93 |
| 5      | Shigekazu Nemoto | Japan      | 1.59,16 |
| 6      | Kazuki Sawaguchi | Japan      | 1.59,45 |

### 5000 meter
| Plaats | Atleet              | Land       | Tijd    |
| ------ | ------------------- | ---------- | ------- |
| Goud   | Radik Biktsjentajev | Kazachstan | 7.14,46 |
| Zilver | Mun Joon            | Zuid-Korea | 7.17,97 |
| Brons  | Kazuki Sawaguchi    | Japan      | 7.19,29 |
| 4      | Vladimir Kostin     | Kazachstan | 7.20,16 |
| 5      | Toshihiko Itokawa   | Japan      | 7.20,40 |
| 6      | Liu Guangbin        | China      | 7.24,40 |

### 10.000 meter
| Plaats | Atleet              | Land       | Tijd     |
| ------ | ------------------- | ---------- | -------- |
| Goud   | Toshihiko Itokawa   | Japan      | 15.05,15 |
| Zilver | Liu Guangbin        | China      | 15.07,39 |
| Brons  | Mun Joon            | Zuid-Korea | 15.08,91 |
| 4      | Kazuki Sawaguchi    | Japan      | 15.11,13 |
| 5      | Radik Biktsjentajev | Kazachstan | 15.12,60 |
| 6      | Choi Kwun-won       | Zuid-Korea | 15.25,24 |

## Vrouwen

### 500 meter
| Plaats | Atleet        | Land  | Race 1 | Rang | Race 2 | Rang | Totaal |
| ------ | ------------- | ----- | ------ | ---- | ------ | ---- | ------ |
| Goud   | Xue Ruihong   | China | 39,29  | 1    | 40,84  | 1    | 80,130 |
| Zilver | Yang Chunyuan | China | 40,61  | 2    | 40,92  | 2    | 81,530 |
| Brons  | Wang Manli    | China | 41,60  | 5    | 40,93  | 3    | 82,530 |
| 4      | Yumiko Souda  | Japan | 40,84  | 3    | 41,71  | 7    | 82,550 |
| 5      | Li Xuesong    | China | 41,62  | 6    | 41,38  | 5    | 83,000 |
| 6      | Sayuri Osuga  | Japan | 41,51  | 4    | 41,87  | 8    | 83,380 |

### 1000 meter
| Plaats | Atleet          | Land       | Tijd    |
| ------ | --------------- | ---------- | ------- |
| Goud   | Xue Ruihong     | China      | 1.23,61 |
| Zilver | Yang Chunyuan   | China      | 1.23,64 |
| Brons  | Li Xuesong      | China      | 1.24,23 |
| 4      | Yumiko Souda    | Japan      | 1.24,33 |
| 5      | Aki Narita      | Japan      | 1.25,27 |
| 6      | Choi Seung-yong | Zuid-Korea | 1.25,36 |

### 1500 meter
| Plaats | Atleet          | Land       | Tijd    |
| ------ | --------------- | ---------- | ------- |
| Goud   | Song Li         | China      | 2.08,66 |
| Zilver | Kanae Kobayashi | Japan      | 2.09,68 |
| Brons  | Aki Narita      | Japan      | 2.10,93 |
| 4      | Baek Eun-bi     | Zuid-Korea | 2.13,04 |
| 5      | Lee Yong-joo    | Zuid-Korea | 2.13,29 |
| 6      | Yuri Horikawa   | Japan      | 2.14,73 |

### 3000 meter
| Plaats | Atleet           | Land       | Tijd    |
| ------ | ---------------- | ---------- | ------- |
| Goud   | Aki Narita       | Japan      | 4.32,76 |
| Zilver | Yuri Horikawa    | Japan      | 4.33,99 |
| Brons  | Song Li          | China      | 4.34,82 |
| 4      | Lu Yajun         | China      | 4.41,01 |
| 5      | Takako Toraguchi | Japan      | 4.45,90 |
| 6      | Ko Yeong-hee     | Zuid-Korea | 4.47,31 |

1986 Sapporo · 
1990 Sapporo · 
1996 Harbin · 
1999 Gangwon-do · 
2003 Aomori · 
2007 Changchun · 
2011 Astana · 
2017 Sapporo · 
2025 Harbin